# Mariënvelde
Mariënvelde (Achterhoeks: Achter-Zuwwent) is een van de kerkdorpen van de gemeente Oost Gelre in de Achterhoek, in de Nederlandse provincie Gelderland. Voor de gemeentelijke herindelingen in de Achterhoek, die op 1 januari 2005 in werking trad, lag Mariënvelde in twee gemeenten: Lichtenvoorde en Ruurlo. Na de herindeling werden beide delen van Mariënvelde ondergebracht in de nieuwe gemeente Oost Gelre.
Ten zuiden van Mariënvelde stroomt de Veengoot.

## Historie
Bij het ontstaan kreeg het dorp de naam Achter-Zieuwent. De voornamelijk rooms-katholieke boeren in Achter-Zieuwent waren voor de kerkdiensten aangewezen op de Sint-Werenfriduskerk in Zieuwent. Toenmalig pastoor Deperink ijverde voor een eigen kerk voor de gemeenschap. Deze kwam er in 1932 met de Onze Lieve Vrouw van Lourdes. De lagere school St. Theresia opende op 1 mei 1930, het eerste hoofd van de school was dhr Rots. Dit leidde ertoe dat de buurtschap uitgroeide tot kerkdorp. In 1952 kreeg Mariënvelde haar naam, afgeleid van 'Maria in het veld'.
In 1946 werd in Mariënvelde de voetbalclub VV Mariënveld opgericht en kreeg haar veld achter de kerk. Buiten de woonkern, aan de Oude Ruurloseweg, werd in 1949 een kapel ter ere van Onze-Lieve-Vrouw van Fátima opgericht.
In 1994 werd de vereniging "Mariënvelds Belang" opgericht voor verdere ontwikkeling op gebied van leefbaarheid en woningbouw.
Op 30 September 2016 werd de Brede Maatschappelijke Voorziening (BMV) geopend. Het gebouw kwam op de plek te staan van de voormalige gymzaal. Naast de functie van buurthuis neemt de BMV ook de huisvesting van verschillende sportverenigingen op zich, waaronder volleybalvereniging Marvo '76. Daarnaast is er in het gebouw een dagbesteding aanwezig en is het regelmatig de kern van evenementen in het dorp, zoals de jaarlijkse kermis en carnaval.

## Bezienswaardigheden
- De rooms-katholieke kerk Onze Lieve Vrouw van Lourdes
- Lijst van rijksmonumenten in Mariënvelde
- Lijst van gemeentelijke monumenten in Marienvelde
- De Brede Maatschappelijke Voorziening (BMV)

Hoofdplaats: Lichtenvoorde      Stad: Groenlo

Dorpen: Harreveld · Lievelde · Mariënvelde · Vragender · Zieuwent     
Buurtschappen: Eefsele · 't Rolder · De Schutterij · Tuute · Zwolle

Voormalige gemeenten: Groenlo · Lichtenvoorde

Gelderland · Steden en dorpen in Gelderland      Nederland · Provincies van Nederland · Gemeenten